# 茲納緬卡區 (俄羅斯)

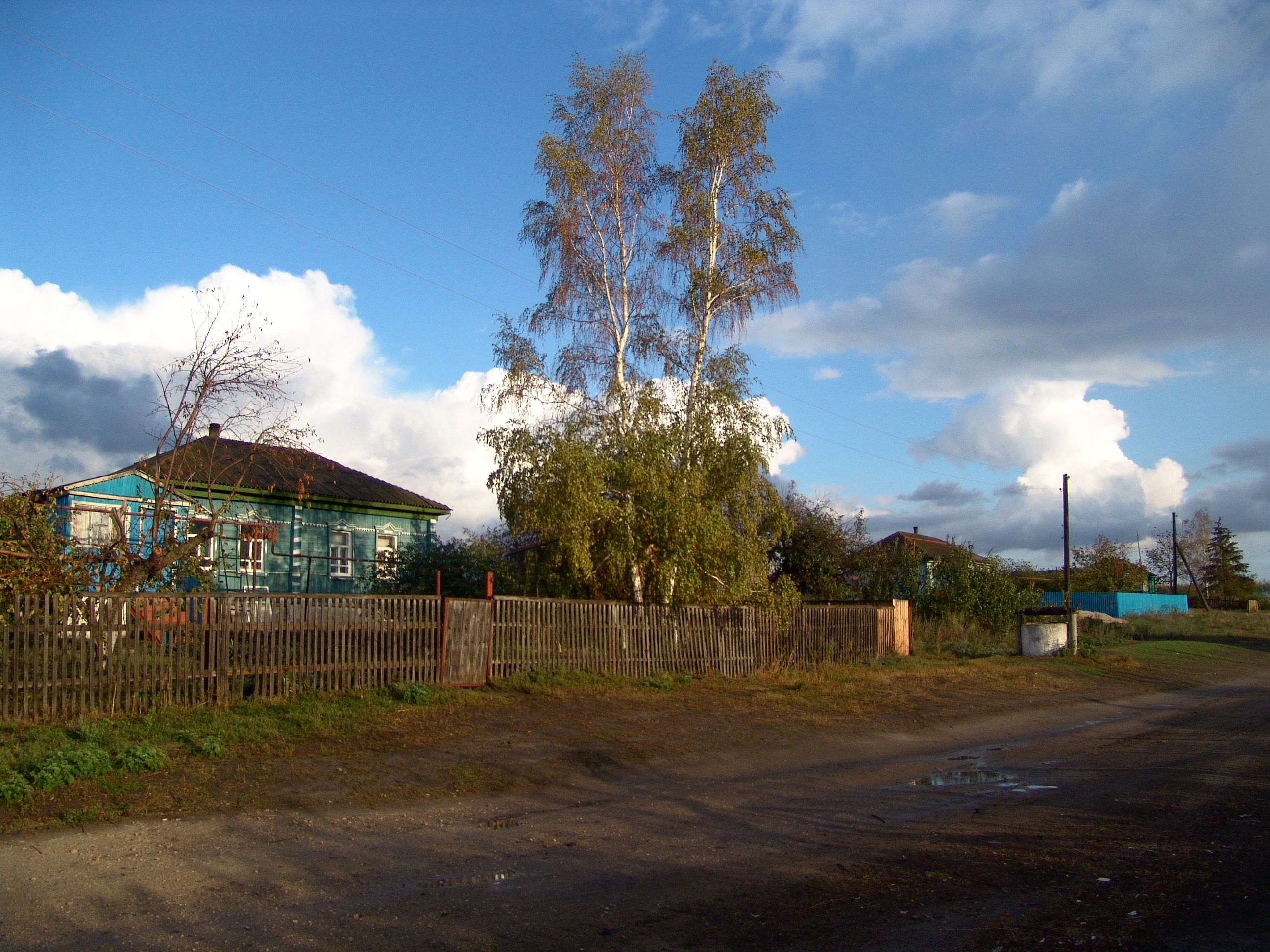

51°50′N 41°28′E / 51.833°N 41.467°E
茲納緬卡區（俄语：Знаменский район），是俄羅斯的一個區，位於該國西部，由坦波夫州負責管轄，面積1,102平方公里，2010年該區人口18,405，人口密度每平方公里16.7人。